# Hex-River-Tunnel
| Westliche Zufahrt zum 13,5 km langen Tunnel 4 von der Dienststation Salbar aus gesehen |                                           |                               |                               |
| Streckenlänge: | 1877: 39,1 km 1921: 38,6 km 1989: 31,2 km |                               |                               |
| Spurweite: | 1067 mm (Kapspur)                         |                               |                               |
| Maximale Neigung: | 1877: 25 ‰ ab 1989: 15 ‰                  |                               |                               |
| Minimaler Radius: | 1877: 100 m ab 1943: 200 m                |                               |                               |
| |                                           |                               |                               |
| \| \| \| De Doorns von Kapstadt \| \| \| \| \| \| \| \| \| \| Hex River Tunnel 1 (483 m) \| \| \| \| \| \| \| \| \| \| \| \| \| \| \| Almeria \| ab 1989 \| \| \| \| \| \| \| \| \| Hex River Tunnel 2 (1100 m) \| \| \| \| \| \| \| \| \| \| \| \| \| \| \| Osplaas \| 1878–1989 \| \| \| \| \| \| \| \| \| links: 1878–1921 \| rechts: 1921–1989 \| \| \| \| Hex River Tunnel 3 (1200 m) \| \| \| \| \| Tunnel \| 1921–1989 \| \| \| \| Salbar \| ab 1989 \| \| \| \| Hex River Tunnel 4 (13.500 m) \| \| \| \| \| \| \| \| \| \| Matroosberg \| 1931–1989 \| \| \| \| Hexton ab 1989 \| \| \| \| \| \| \| \| \| \| \| \| \| \| \| links: 1931–1989 \| rechts: 1878–1989 \| \| \| \| \| \| \| \| \| \| \| \| \| \| Kleinstraat nach Johannesburg \| \| |                                           |                               |                               |
| Dienststation / Betriebs- oder Güterbahnhof |                                           | De Doorns von Kapstadt        | De Doorns von Kapstadt        |
| Abzweig geradeaus und ehemals nach links · Strecke von rechts (außer Betrieb) |                                           |                               |                               |
| Tunnel · Strecke (außer Betrieb) |                                           | Hex River Tunnel 1 (483 m)    | Hex River Tunnel 1 (483 m)    |
| Abzweig geradeaus und ehemals von links · Strecke nach rechts (außer Betrieb) |                                           |                               |                               |
| Strecke von links (außer Betrieb) · Abzweig geradeaus und ehemals nach rechts |                                           |                               |                               |
| Strecke (außer Betrieb) · Dienststation / Betriebs- oder Güterbahnhof |                                           | Almeria                       | ab 1989                       |
| Strecke (außer Betrieb) · Tunnelanfang |                                           |                               |                               |
| Strecke nach links (außer Betrieb) · Kreuzung (Querstrecke außer Betrieb) (im Tunnel) · Strecke von rechts (außer Betrieb) |                                           | Hex River Tunnel 2 (1100 m)   | Hex River Tunnel 2 (1100 m)   |
| Strecke von links (außer Betrieb) · Kreuzung (Querstrecke außer Betrieb) (im Tunnel) · Strecke nach rechts (außer Betrieb) |                                           |                               |                               |
| Strecke (außer Betrieb) · Tunnelende |                                           |                               |                               |
| Dienststation / Betriebs- oder Güterbahnhof (Strecke außer Betrieb) · Strecke |                                           | Osplaas                       | 1878–1989                     |
| Strecke von links (außer Betrieb) · Abzweig geradeaus und nach rechts (Strecke außer Betrieb) · Tunnelanfang |                                           |                               |                               |
| Tunnel (Strecke außer Betrieb) · Tunnel (Strecke außer Betrieb) · Strecke (im Tunnel) |                                           | links: 1878–1921              | rechts: 1921–1989             |
| Strecke nach links (außer Betrieb) · Abzweig geradeaus und von rechts (Strecke außer Betrieb) · Strecke (im Tunnel) |                                           | Hex River Tunnel 3 (1200 m)   | Hex River Tunnel 3 (1200 m)   |
| Dienststation / Betriebs- oder Güterbahnhof (Strecke außer Betrieb) · Tunnelende |                                           | Tunnel                        | 1921–1989                     |
| Strecke (außer Betrieb) · Dienststation / Betriebs- oder Güterbahnhof |                                           | Salbar                        | ab 1989                       |
| Strecke (außer Betrieb) · Tunnelanfang |                                           | Hex River Tunnel 4 (13.500 m) | Hex River Tunnel 4 (13.500 m) |
| Strecke (außer Betrieb) · Strecke (im Tunnel) |                                           |                               |                               |
| Dienststation / Betriebs- oder Güterbahnhof (Strecke außer Betrieb) · Strecke (im Tunnel) |                                           | Matroosberg                   | 1931–1989                     |
| Strecke (außer Betrieb) · Dienststation / Betriebs- oder Güterbahnhof (im Tunnel) |                                           | Hexton ab 1989                | Hexton ab 1989                |
| Abzweig geradeaus und nach links (Strecke außer Betrieb) · Kreuzung (Querstrecke außer Betrieb) (im Tunnel) · Strecke von rechts (außer Betrieb) |                                           |                               |                               |
| Strecke (außer Betrieb) · Strecke (im Tunnel) · Strecke (außer Betrieb) |                                           |                               |                               |
| Strecke (außer Betrieb) · Tunnelende · Strecke (außer Betrieb) |                                           | links: 1931–1989              | rechts: 1878–1989             |
| Strecke (außer Betrieb) · Abzweig geradeaus und ehemals von links · Strecke nach rechts (außer Betrieb) |                                           |                               |                               |
| Strecke nach links (außer Betrieb) · Abzweig geradeaus und ehemals von rechts |                                           |                               |                               |
| Dienststation / Betriebs- oder Güterbahnhof |                                           | Kleinstraat nach Johannesburg | Kleinstraat nach Johannesburg |

Die Hex-River-Tunnel, englisch Hex River Tunnels, sind vier aufeinanderfolgende Eisenbahntunnel in der Provinz Westkap in Südafrika, welche die Hex River Mountains unterqueren. Sie befinden sich auf dem 31,2 km langen eingleisigen Streckenabschnitt De Doorns–Kleinstraat der Verbindung Kapstadt–Johannesburg. Der längste ist der 13,5 km lange Hex River Tunnel 4, der nach dem Tunnel des Gautrain der zweitlängste Eisenbahntunnel in Südafrika ist. Der gesamte Streckenabschnitt wurde am 27. November 1989 in Betrieb genommen und ersetzte die alte 1878 gebaute Strecke über den Hex-River-Pass.

## Alte Strecke über den Hex-River-Pass
Das Kapfaltengebirge trennt Kapstadt an der Küste vom Hinterland und vereitelte erste Versuche, das Eisenbahnnetz der Kapkolonie ins Landesinnere zu erweitern. Die Regierung der Kapkolonie beschloss 1872 den Bau einer Eisenbahnstrecke nach Kimberley, wo 1866 Diamanten gefunden worden waren. Sie sollte die Bergkette in der Nähe der Hex River Mountains überwinden. Zum Bau der Strecke wurden die Cape Government Railways (CGR) gegründet, die aus dem Zusammenschluss von vier verstaatlichten Privatbahnen der Region Kapstadt entstanden. Mit der Überwachung der Bauarbeiten wurde der Eisenbahningenieur Thomas Brounger beauftragt.

### Streckenführung
Der Vermesser Wells Hood ermittelte 1874 eine mögliche Streckenführung von De Doorns im Hex-River-Tal zur Karoo-Hochebene östlich des Tals. Die Strecke sollte die 480 m Höhenunterschied von De Doorms bis zum Scheitelpunkt bei Matroosberg und wieder hinunter nach Kleinstraat mit einer Maximalsteigung von 25 ‰ überwinden. Der kleinste Kurvenradius sollte 100 m betragen und es wurde ein kurzer Tunnel vorgesehen.
Die von Thomas Brounger vorgeschlagene Strecke führte von De Doorns über Osplaas, wo sich der einzige Kreuzungsbahnhof befand, zum auf 959 m liegenden Kulminationspunkt bei Matroosberg und dann über Kleinstraat weiter nach Touwsrivier. Die Streckenführung wurde 1876 genehmigt und 1877 dem Betrieb übergeben.
Der Bau der Strecke erfolgte schnell und war verhältnismäßig kostengünstig. Mehr als hundert Jahre war diese Streckenführung in Betrieb. Sie war eine Schlüsselstelle, um eine erste Eisenbahnverbindung von der Küste in das Gebiet von Witwatersrand zu ermöglichen und Voraussetzung für die von Cecil Rhodes vorangetriebene Kolonialisierung des inneren Südafrikas.

### Kapspur

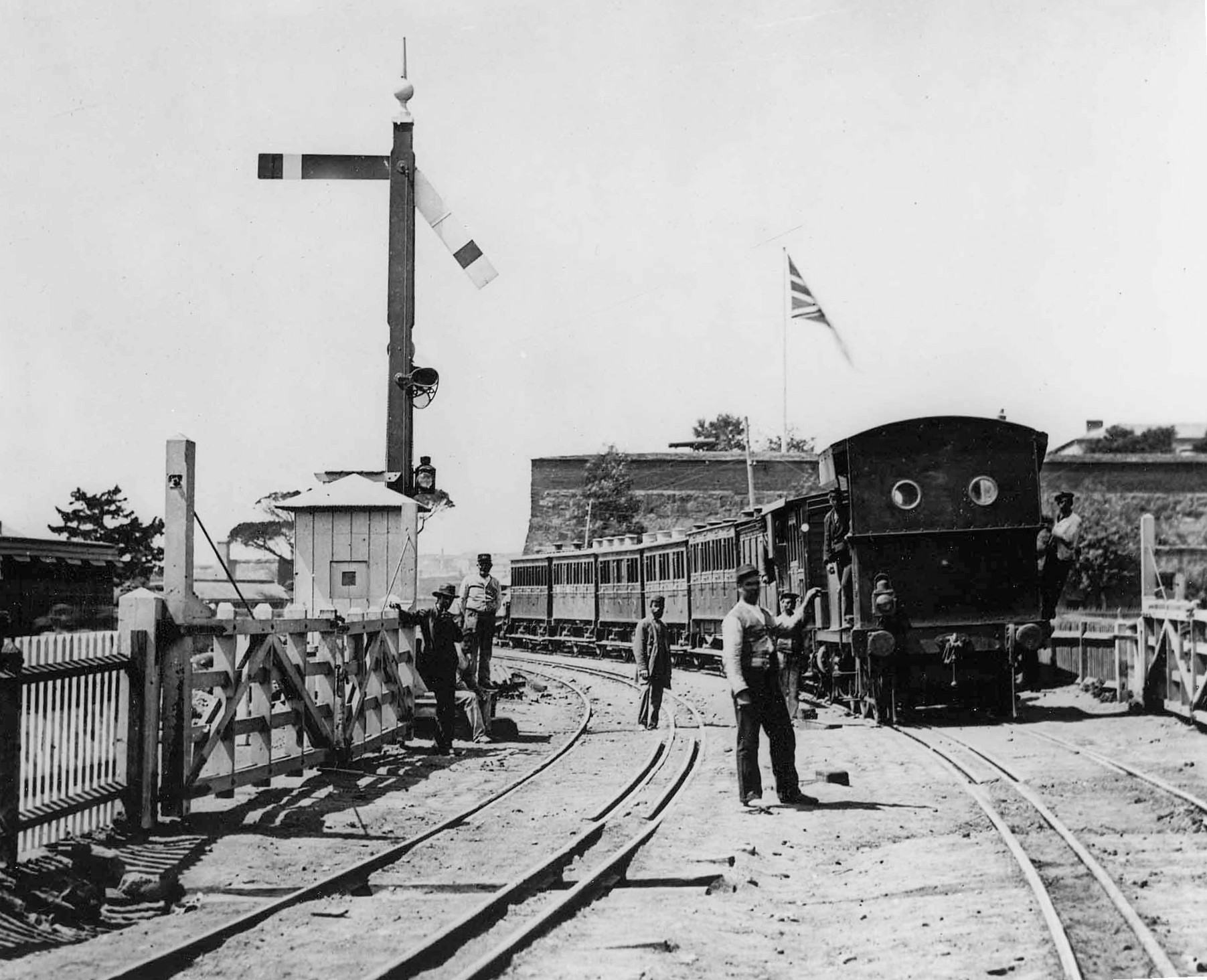
Dreischienengleise beim alten Bahnübergang über die Strand-Straße beim Bahnhof Kapstadt

Die erste Bahnstrecke zwischen Kapstadt und Wellington war in Normalspur gebaut – eine Spurweite, die wegen der engen Bögen der vorgesehenen Streckenführung über den Hex-River-Pass als ungeeignet erschien. Die CGR beschlossen deshalb, die Strecke über den Pass in der schmaleren Kapspur auszuführen und bei den bestehenden Strecken eine dritte Schiene einzubauen. Letztendlich entschieden sich die CGR zum Umbau aller Normalspurstrecken auf Kapspur. Es ist somit dem Hex-River-Pass zu verdanken, dass die meisten Bahnstrecken in Südafrika in Kapspur ausgeführt sind.

### Erster Tunnel
Diese erste Strecke über den Hex-River-Pass hatte einen 180 m langen Tunnel in 34 km Entfernung von De Doorns – den ersten Eisenbahntunnel Südafrikas. Der gerade Tunnel hat gemauerte Portale, weist aber im Innern keine Verkleidung auf.

### Zweiter Tunnel
Der erste Tunnel der Hex-River-Pass-Strecke war 53 Jahre in Betrieb. 1929 wurde die Strecke begradigt, damit größere Lokomotiven eingesetzt werden konnten. Dazu musste ein neuer Tunnel gebaut werden, der mit einer Beton-Auskleidung versehen war. Als zusätzliche Kreuzungsmöglichkeit zum bestehenden Bahnhof Osplaas wurde östlich der Tunnel ein weiterer Kreuzungsbahnhof mit dem Namen Tunnel eingerichtet. Er bestand aus zwei Stumpfgleisen, in denen die Züge abgestellt werden konnten, bis die Gegenzüge gekreuzt hatten – die Stumpfgleise zweigten beidseitig von der Hauptstrecke ab und waren trotz der bergigen Gegend ohne Steigung ausgeführt. Der zweite Hex-River-Tunnel war bis zur Schließung der Strecke über den Pass im Jahre 1989 in Betrieb.

## Hexton Tunnel System
Die Eisenbahnstrecke zwischen Kapstadt und Beaufort West hat mit Ausnahme des Hex-River-Passes eine maßgebende Steigung von 15 ‰ und einen minimalen Kurvenradius von 200 m. Nach der Begradigung von Bögen im Jahre 1943 hatte die Passstrecke zwar die gleichen Kurvenradien wie die übrige Strecke, die 25 ‰-Steigungen stellten aber immer noch ein betriebliches Hindernis dar: lange Züge mussten geteilt werden und zusätzliche Lokomotiven waren nötig, um die Züge über den Pass zu befördern. Dieser betriebliche Flaschenhals ließ sich nur mit aufwändigen Maßnahmen beseitigen.
W.H. Evans, künftiger Oberbauingenieur der South African Railways (SAR), schlug dafür 1945 eine Streckenführung zwischen De Doorns und Kleinstraat mit vier Tunneln vor, wobei der längste 13,5 km lang werden sollte. Damit konnte die Steigung auf 15 ‰ begrenzt werden und die Kurvenradien konnten größer als 800 m gehalten werden. Die Baukosten rechtfertigten sich durch die erheblichen Einsparungen bei den Betriebskosten: Die neue Strecke ist gegenüber der Strecke über den Hex-River-Pass um acht Kilometer kürzer. Es wurden Bögen mit einem zusammengezählten Winkel von 5280° und Steigungen mit einer Gesamthöhe von 110 m vermieden. Die Fahrzeiten konnten um 23 Minuten in Richtung Beaufort West und um 36 Minuten in Richtung Kapstadt gesenkt werden. Weiter konnten die für den Gebirgsstreckenbetrieb zusätzlich notwendigen Lokomotiven und deren Personale eingespart werden.

### Erste Bauarbeiten

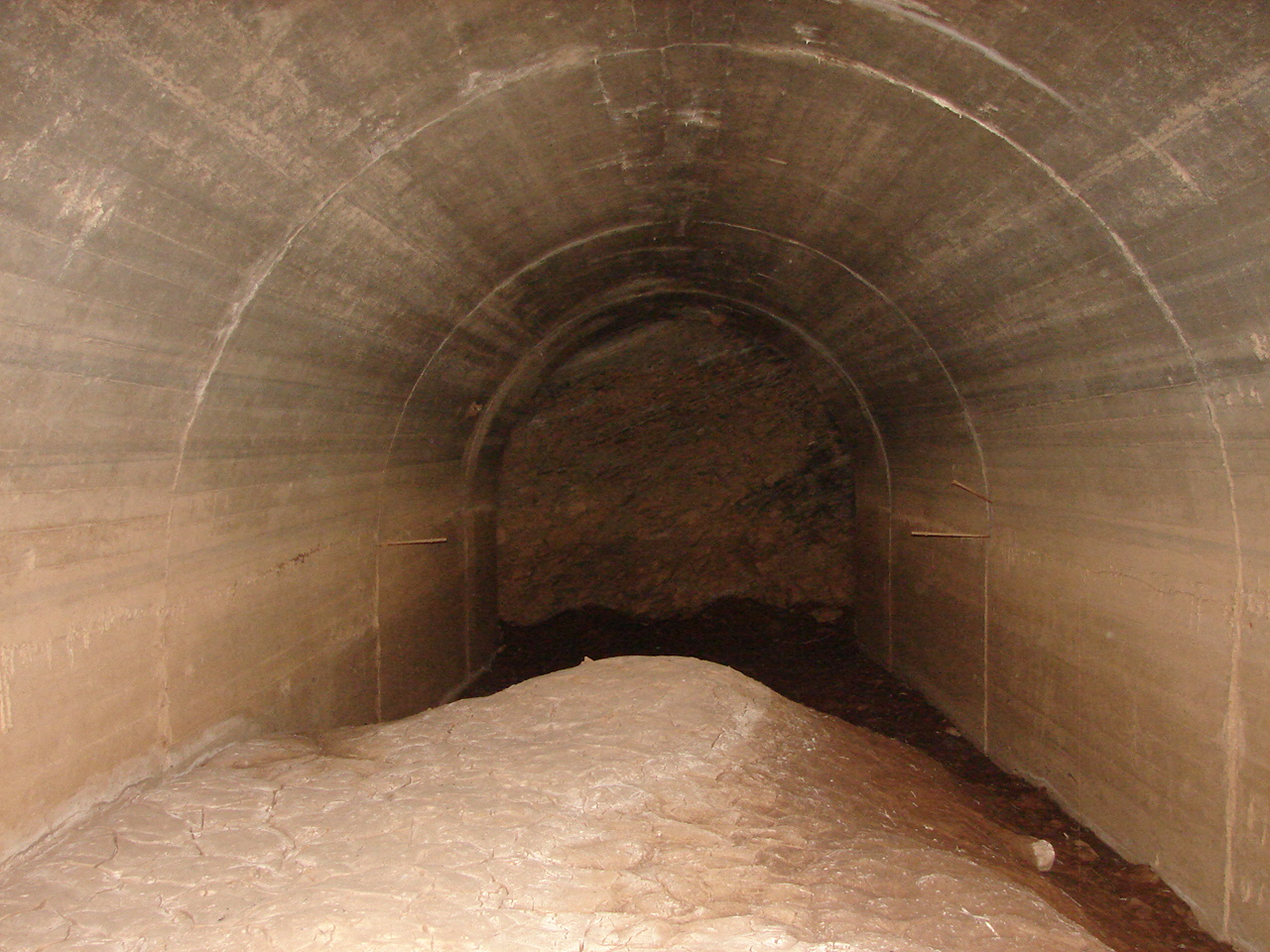
Ursprüngliches Ost-Portal des Hex-River-Tunnel Nr. 4, das 1948 aufgegeben wurde

Das Projekt wurde 1946 bewilligt. Der Vortrieb des längsten Tunnels sollte im Vollausbruch von beiden Seiten gleichzeitig beginnen. Es wurde geplant, dass auf diese Weise jährlich 3,5 km Tunnel inklusive Auskleidung erstellt werden können, so dass der Tunnel nach vier Jahren fertig gestellt worden wäre.
Die Arbeiten an den kürzeren Tunneln und die übrigen Erdarbeiten begannen unverzüglich, aber beim längsten Tunnel kam es zu Verzögerungen, weil die dafür notwendigen Spezialgeräte zuerst konstruiert und bestellt werden mussten. Während auf die Lieferung der Geräte gewartet wurde, konnte bis Ende 1948 vom West- und Ostportal her je ein 20 m langes Stück der Tunnelröhre nach der belgischen Bauweise erstellt werden. Das Ostportal  wurde ungefähr 15 km westlich von Touws River unmittelbar neben der National Route 1 erstellt. Die Strecke sollte hier in einem Einschnitt geführt werden, bis die erforderliche Tiefe für den Tunnelanschlag erreicht wurde.

### Erste Verschiebung des Projektes
Im April 1950 wurden die Arbeiten an der neuen Strecke aus wirtschaftlichen Gründen hinausgeschoben. Stattdessen wurde die bestehende Strecke über den Hex-River-Pass 1954 elektrifiziert und Elektrolokomotiven der Baureihe 4E eingesetzt. Als die Arbeiten eingestellt wurden, waren insgesamt 1170 m Tunnel ausgebrochen und 540 m Betonauskleidung in den kürzeren Tunnel eingebaut.

### Zweite und dritte Verschiebung des Projektes
Die Arbeiten am Tunnel wurden 1965 für kurze Zeit wieder aufgenommen, aber bereits im gleichen Jahr wieder ausgesetzt. Sie wurden 1974 erneut aufgenommen und schlossen nun auch eine Umgestaltung des unteren Teils der alten Strecke zwischen De Doorns und Osplaas, sowie den Bau des Tunnels 1 ein. Dieser Tunnel wurde mit zwei Röhren ausgeführt, von denen 1976 aber nur eine in Betrieb genommen wurde. Die Fertigstellung der ganzen Strecke wurde wegen finanzieller Probleme erneut eingestellt. Erst Ende 1979 erfolgte die Freigabe zur Fertigstellung, nachdem die Leistungsfähigkeit der Strecke mit Hilfe von grafischen Fahrplänen und computergestützten Zuglaufrechnungen überprüft wurde.

### Fertigstellung des Hexton-Tunnel-Systems
In den meisten Punkten wurde das Projekt nach der Planung von 1945 fertig gestellt. Nach der Überprüfung der Leistungsfähigkeit der Strecke wurde beschlossen, neben den bereits vorgesehenen Kreuzungsbahnhöfen Almeria zwischen Tunnel 1 und 2 sowie Salbar zwischen Tunnel 3 und 4 einen zusätzlichen Kreuzungsbahnhof Hexton in der Mitte von Tunnel 4 einzubauen. Die Kapazität der Strecke zwischen De Doorns und Kleinstraat konnte dadurch von 31 auf 42 Züge je Tag erhöht werden.

#### Bau
Bei der Ausschreibung der Aufträge wurden zwei Streckenführungen für den langen Tunnel 4 vorgeschlagen:
- eine gerade Streckenführung, die ungefähr dem ursprünglichen Projekt folgte, deren Ostportal aber weiter von der N1 entfernt lag
- eine im Bogen geführte, die in Schiefergestein liegt und den Einsatz einer Tunnelbohrmaschine wirtschaftlich sinnvoll gemacht hätte.

Die Angebote wurden zudem für einen kreis- oder hufeisenförmigen Tunnelquerschnitt mit Beton- oder Spritzbetonauskleidung eingeholt. Nach der Untersuchung der technischen, geologischen und wirtschaftlichen Aspekte, wurde schließlich die gerade Ausführung mit hufeisenförmigem Profil und Betonauskleidung gewählt.
Der Tunnel wurde von der Compagnie Interafricaine De Travaux (Comiat), einem Geschäftsbereich von Spie Batignolles aus Paris gebaut.
Der Vertrag für den Bau des Tunnels 4 wurde am 13. August 1980 zu einem Angebotspreis von 26.770.082 Rand vergeben. Die Fertigstellung sollte zuerst zum 12. August 1984 erfolgen, wurde dann aber auf den 25. Februar 1986 verschoben. Die Vorbereitungsarbeiten begannen im September 1980 und der Ausbruch im Januar 1981. Auf Grund nicht vorhergesehener schlechter Untergrundverhältnisse konnte der Tunnel jedoch erst im November 1988 fertiggestellt werden.
Die Tunnel 2 und 3 sind im Aufbau dem langen Tunnel ähnlich, wurden aber im Rahmen eines separaten Vertrages mit einem Aufwand von 9 Millionen Rand ausgeführt. Beide Tunnel waren teilweise ausgebrochen, als die Arbeiten 1949 eingestellt wurden – der 1,1 km lange Tunnel 2 über eine Länge 583 m, wovon der größte Teil mit Beton ausgekleidet war, der 1,2 km lange Tunnel 3 über eine Länge von 467 m, wobei nur die Stellen im instabilen Gestein ausgekleidet waren. Der Vertrag verlangte die Aufweitung beider Tunnel nach den neuen Ausführungsrichtlinien, damit die Elektrifizierung möglich wurde und breitere Fahrzeugumgrenzungslinien zugelassen werden konnten.
Die ausgeführten vier Tunnel haben zusammen eine Länge von 16,3 km.
Die neue Strecke wurde mehr als 40 Jahre nach den ersten Ausbrucharbeiten im April 1989 fertig gestellt und am 27. November 1989 offiziell eröffnet. Sie ersetzte die alte Strecke über den Hex River Pass, deren Betrieb damit eingestellt wurde.

#### Tunnel 4

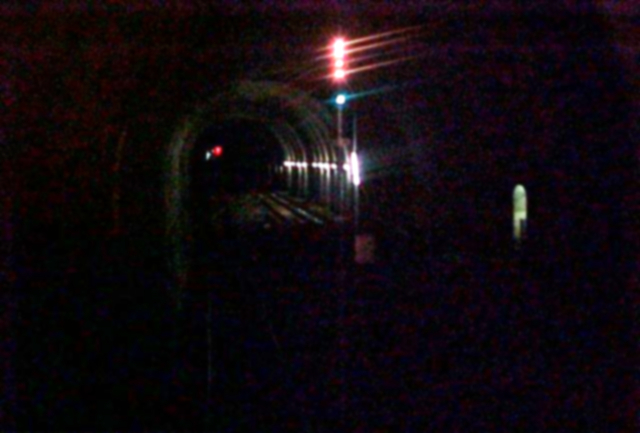
Überholgleis im Innern des Tunnels 4

Das Westportal des Tunnels 4, das bereits 1948 erstellt wurde, liegt an einem beinahe senkrechten Abhang. Das Ostportal liegt am Ende eines 600 m langen und 16 m tiefen Einschnitts und ein Stück südöstlich des 1948 erstellten Portals. Der Tunnel ist 13,5 km lang und hat eine maximale Überdeckung von 250 m. Die Steigung beträgt 15 ‰ bis auf den Bereich des Kreuzungsbahnhofs im Tunnel, wo sie auf 5 ‰ herabgesetzt wurde. Fünf Ventilationsschächte mit einem Durchmesser von 1,8 m und mit einer Gesamtlänge von 1000 m wurden abgeteuft. Der hufeisenförmige Querschnitt hat 30 m², im Bereich des Kreuzungsbahnhofs 66 m². Im Tunnel sind auch Relaisräume für die Signaltechnik untergebracht.
Tunnel 4 war bei seiner Eröffnung der längste Eisenbahntunnel Afrikas, musste aber diesen Rekord an den im September 2009 durchschlagenen 14,2 km langen Tunnel des Gautrain abgeben, der von der Johannesburg Park Station zum Portal bei Marlboro führt.

## Tourismus
Mit der Eröffnung der neuen Strecke wurde die ursprüngliche Strecke über den Pass außer Betrieb genommen und deren Oberleitung abgebaut. Ein großer Teil der Strecke zwischen Matroosberg und Osplaas blieb jedoch erhalten und wird von einem Touristenzug benutzt, der aus einem zum Zweiwegefahrzeug umgebauten Landwirtschaftstraktor und zwei Sommerwagen besteht, der unter dem Namen Hexpas Express verkehrt.